# シカリ派
シカリ派（しかりは　SIKARIER)は、イエスキリストの時代の熱心党の一派である。但し、ゼーロータイとは区別するべきと言う主張もある。
組織構成など細部は不明である。後述するようにSicarii(ラテン語。ギリシャ語の「σικαριοι」から)は「暗殺者」「刺客」を指す語で、他称であり、自称が何なのかはわかっていない。『民数記』25:5を権威としていたらしい。
　熱狂的な愛国主義で、主な目的はユダヤ王国の復活と民族の独立であり、王国の再建に反対する者たちやそれを阻む者(ローマ人のほか、親ローマ帝国ユダヤ人など)を組織的に殺していた。彼らは常に短剣を私服の中に隠し持っており、主に祭りの時や、人通りの多い場所や公共広場の中央で殺害を行っていた。敵が死亡すると群衆に紛れて驚きと殺人に怒りを示すふりをして疑われるのを回避していた。
　シカリ派は聖書では『新約聖書』『使徒言行録』21:38に「4000人の刺客」と書かれて登場する。なお同節には、「最近反乱を起こし、4,000人の刺客を引き連れて荒れ野に行った、あのエジプト人」と書かれるが、ヨセフスの『ユダヤ戦記』には、同時代にシカリ派の他「30000人のユダヤ人を引き連れたエジプト人」、「荒れ野を彷徨った過激派」という別の過激派が併記されており、ここの表記には、これらが混ざっている可能性がある。
また、『使徒言行録』5:37の「ガリラヤびとのユダ」もそれに属していた可能性が指摘されている。
　ラテン語のシーカーリイー(Sicarii)は、シーカとよばれる短剣（切る部分が湾曲した刃の内側についている）を元に作られた語で、直訳すれば「短剣を使うもの」となる。元来、トラキアからローマ帝国に紹介されたシカは後、トラキアやイリリア人の海賊や暗殺者が用いるものとして広まり、シカリ(SICARII)は紀元前1世紀には「暗殺者」の意で使われていたが、紀元前45年頃にこのユダヤ人の一派の呼称になった。
　ユダヤ戦争では指導的立場にあった。しかし歴史によればあまりに過激すぎるのでエルサレムを追放されてしまいその後(74年頃)は略奪や集団虐殺を繰り返して辺境地帯をさまよっていたという。マサダの戦いにおいて殲滅したと伝えられる。